# جرذ الأرز الغالاباغوسي
جرذ الأرز الغالاباغوسي (الاسم العلمي: Oryzomys galapagoensis) (بالإنجليزية: Galapagos Oryzomys)‏ هو نوع من الحيوانات يتبع جنس جرذ الأرز من الفصيلة القدادية.